# Interkulturelle Theologie. Zeitschrift für Missionswissenschaft
Interkulturelle Theologie. Zeitschrift für Missionswissenschaft (ZMiss) ist eine missionswissenschaftliche Fachzeitschrift, die im Auftrag der Deutschen Gesellschaft für Missionswissenschaft (DGMW) und der Basler Mission herausgegeben wird und halbjährlich erscheint.

## Geschichte
Die ZMiss steht in Fortführung des Evangelischen Missions-Magazins (seit 1816) und der Evangelischen Missions-Zeitschrift (seit 1940 in Fortführung u. a. der 1938 verbotenen (Neuen) Allgemeinen Missionszeitschrift, mit Unterbrechung von Mitte 1944 bis 1948). Die AMZ wurde von Gustav Warneck 1874 gegründet und von Martin Schlunk und Julius Richter ab 1924 als NAMZ fortgeführt. Die Zeitschrift erschien von 1975 bis 2007 unter dem Namen Zeitschrift für Mission und seit 2008 unter ihrem jetzigen Namen. Die aktuelle Jahrgangszählung beginnt 1975. Die Zeitschrift erscheint zwei Mal im Jahr und reflektiert Perspektiven der Interkulturellen Theologie.

## Zielsetzung und Aufgabe
Sie stellt sich in interdisziplinärer Offenheit relevanten Fragen, die sich aus der Verflechtungsgeschichte des weltweiten Christentums ergeben. Die »Interkulturelle Theologie« greift aktuelle Forschungsdiskurse etwa zu missionswissenschaftlichen oder auch zu ethnologischen, religions- und kulturwissenschaftlichen Fragen auf. Die Beiträge, die auf Deutsch, teilweise auch auf Englisch publiziert werden, unterliegen einem peer-review-Verfahren, das von einem international besetzten Redaktionskreis verantwortet wird. Zudem informiert die »Interkulturelle Theologie« regelmäßig in verschiedenen Rubriken über jüngste Konferenzaktivitäten, fachbezogene Ereignisse und internationale Neuerscheinungen.
Schriftleitung: Andreas Heuser, Claudia Hoffmann, Claudia Jahnel, Anton Knuth, Yan Suarsana, Ulrike Schröder und Christian Weber.

## Gestaltung der Hefte und Erscheinungsweise
Jeder Jahrgang hat zwei Hefte. Ein Themenheft pro Jahrgang enthält Beiträge, die von der Redaktion in Auftrag gegeben wurden. Das weitere Heft kann der Publikation der Beiträge einer Tagung, z. B. einer Jahrestagung der Deutschen Gesellschaft für Missionswissenschaft, dienen. In den Heften werden jeweils auch unaufgefordert eingesandte Manuskripte publiziert. Veröffentlichte Beiträge sind jeweils einem peer-review-Verfahren unterzogen worden.

## Herausgeber und Redaktion
Die Deutsche Gesellschaft für Missionswissenschaft (DGMW) gibt zusammen mit der Basler Mission die »Interkulturelle Theologie« (ZMiss) heraus. Sie wird verantwortet von der Redaktion, die sich 2022 wie folgt zusammensetzt: Andreas Heuser (Junge Forschung), Claudia Hoffmann (Peer Reviews), Claudia Jahnel, Anton Knuth (Rezensionen), Ulrike Schröder (Dokumentationen und Berichte), Yan Suarsana und Christian Weber.